# ローレンス・アルマ＝タデマ
ローレンス・アルマ＝タデマ（Lawrence Alma-Tadema, 1836年1月8日 - 1912年6月25日）は、イギリス、ヴィクトリア朝時代の画家。古代ローマ、古代ギリシア、古代エジプトなどの歴史をテーマにした写実的な絵を数多く残し、ハリウッド映画の初期歴史映画などに多大な影響を与えたと言われる。

## 来歴
アルマ＝タデマは、オランダのドロンライプ(en:Dronrijp)に生まれる。父親は村の公証人であった。その後、家族はレーワルデン近郊に移るが、アルマ＝タデマが4歳の時に父親は死去した。16歳になった1852年に、アントウェルペンに移り、アントウェルペン王立芸術学院に入学した。フスタフ・ワッペルス(1803-1874)に学び、後にヘンドリク・レイス(1815-1869)の工房に移り、助手を務めた。レイスの助手としてアントウェルペン市庁舎の装飾画を描いた。1863年に結婚し、ブリュッセルで暮らした。1863年に新婚旅行で訪れたポンペイとエルコラーノの建築や調度品に感銘を受け、以後歴史をテーマにした絵画を描くようになった。1864年にパリのサロンに作品を出展しメダルを受賞し、1867年のパリ万国博覧会の展覧会でも入賞した。1869年に、妻が亡くなった後、パリへ移住したが、普仏戦争の戦渦を免れるため、1870年にイギリスへ帰化した。ロンドンに定住し、1871年に16歳年下のイギリス女性ローラ・テレサ・エプスとロンドンで再婚した。ローラ・テレサは画家としても活動した。
1876年にロイヤル・アカデミー・オブ・アーツの準会員に選ばれ、1879年に正会員に選ばれた。1899年に騎士の称号を得た。
華やかな色彩と繊細で写実的なアルマ＝タデマの絵画は、当時から国際的な人気を博し、1906年には古代の建築物や装飾品、生活や風土など緻密で正確に描き続けたその功績として、イギリス王立建築学会よりゴールドメダルを授与されている。
1912年、ドイツのヴィースバーデンで死去。

## 主な作品
- 『入らないで』 - (1879年)

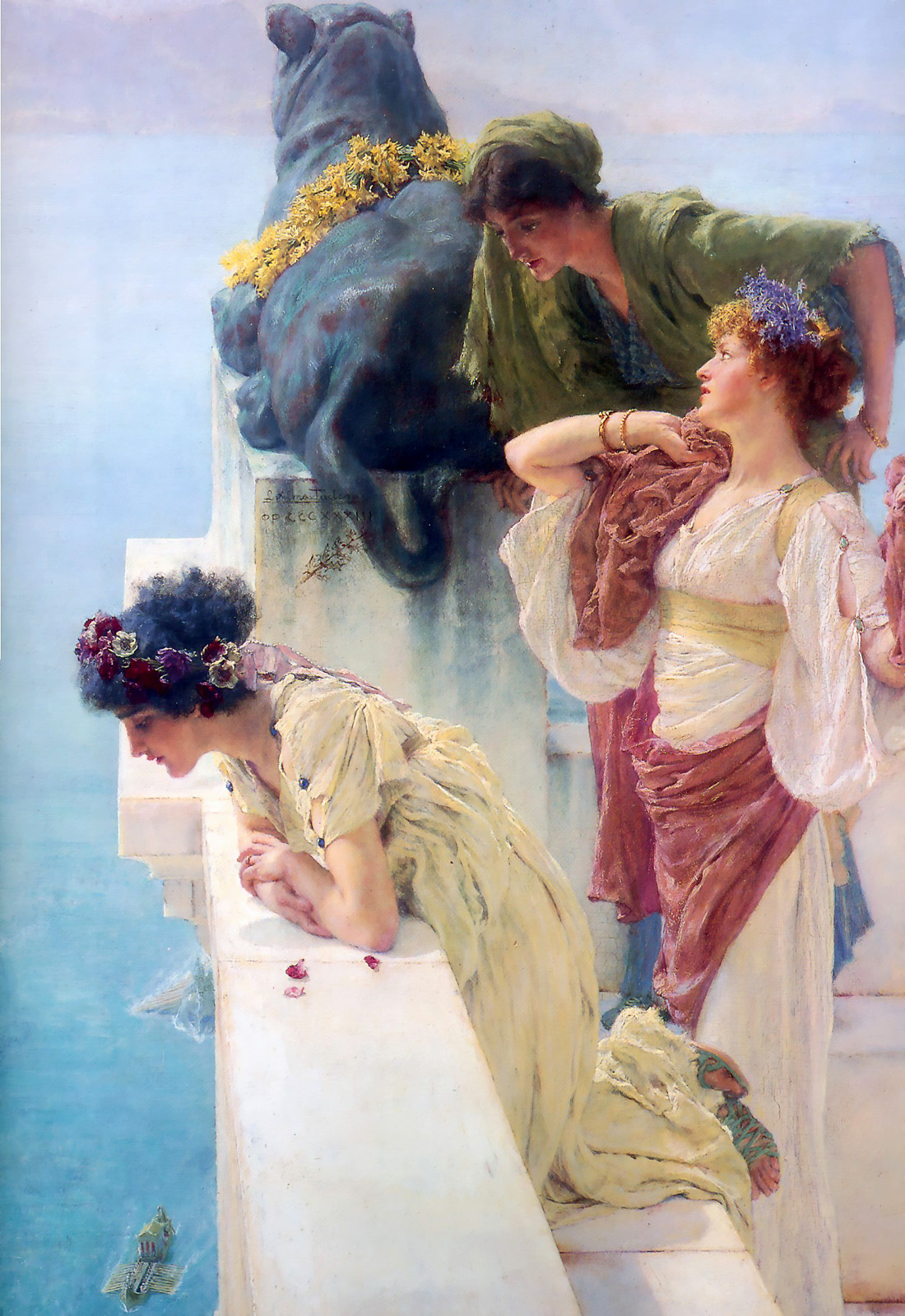
『見晴らしのよい場所』（1895年）

- 『サッフォーとアルカイオス』 - (1881年)
- 『テピダリウム』 - (1881年)
- 『クサンテとパオン』 - (1883年)
- 『アントニーとクレオパトラ』 - (1883年)
- 『喜ばしい足音』 - (1883年)
- 『薔薇の中の薔薇』 - (1885年)
- 『期待』 - (1885年)
- 『アポディテリウム』 - (1886年)
- 『アンピッサの女たち』 - (1887年)
- 『ヘリオガバルスの薔薇』 - （1888年）
- 『春の約束』 - (1890年)
- 『春』 - (1894年)
- 『見晴らしのよい場所』 - (1895年)
- 『意見のくい違い』 - (1896年)
- 『カラカラ浴場』 - (1899年)
- 『カラカラ』 - (1902年)
- 『銀色のお気に入り』 - (1903年)
- 『モーゼの発見』 - （1904年）
- 『お気に入りの習慣』 - (1909年)

## ギャラリー

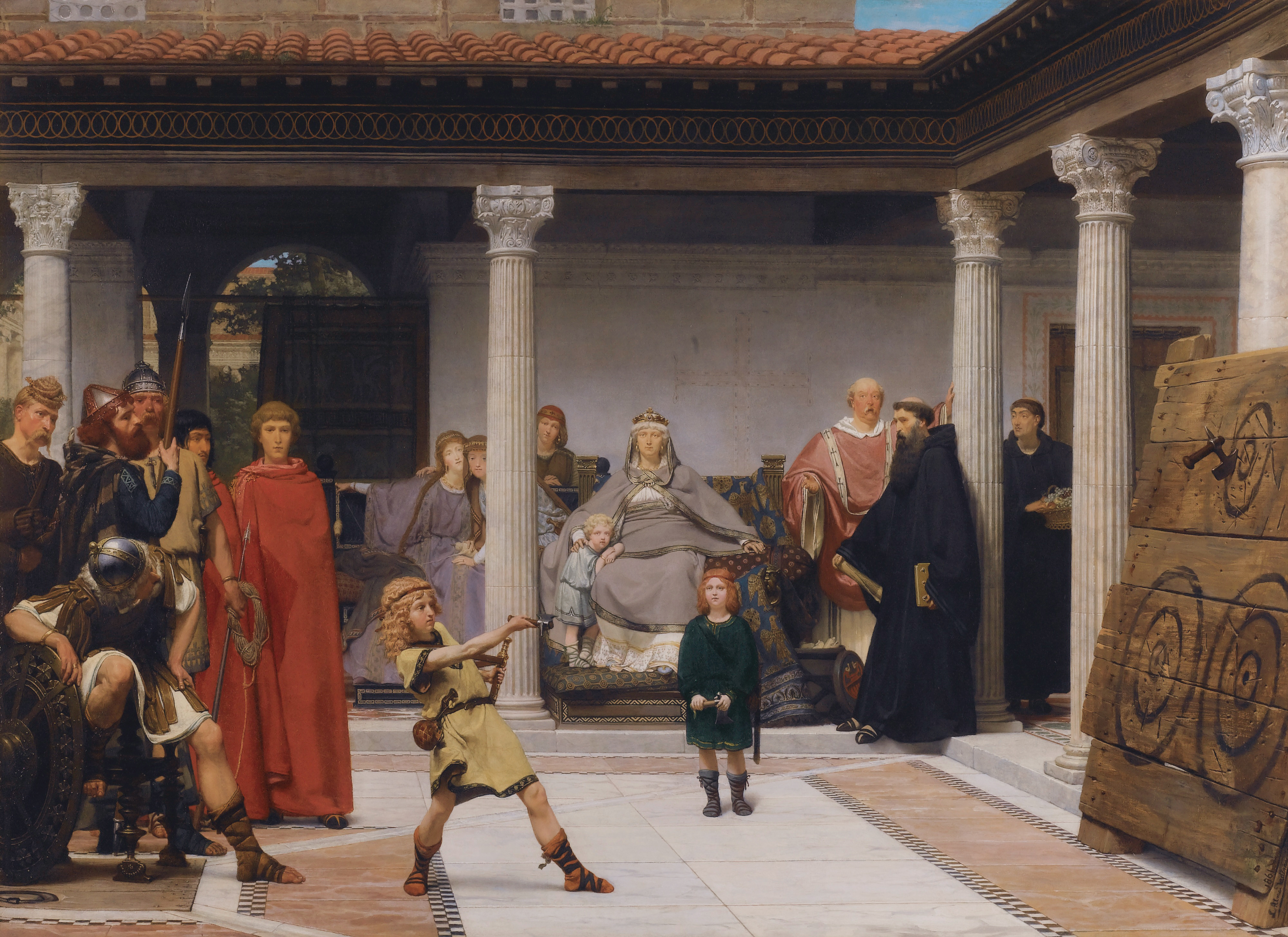
『クロービスの子供の教育』（1861年）
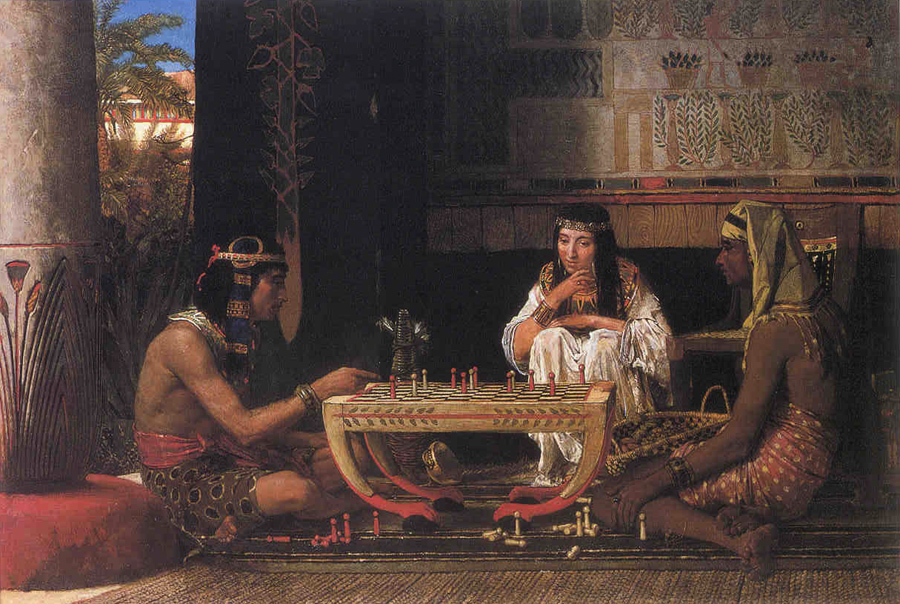
『チェスで遊ぶエジプト人』（1865年）
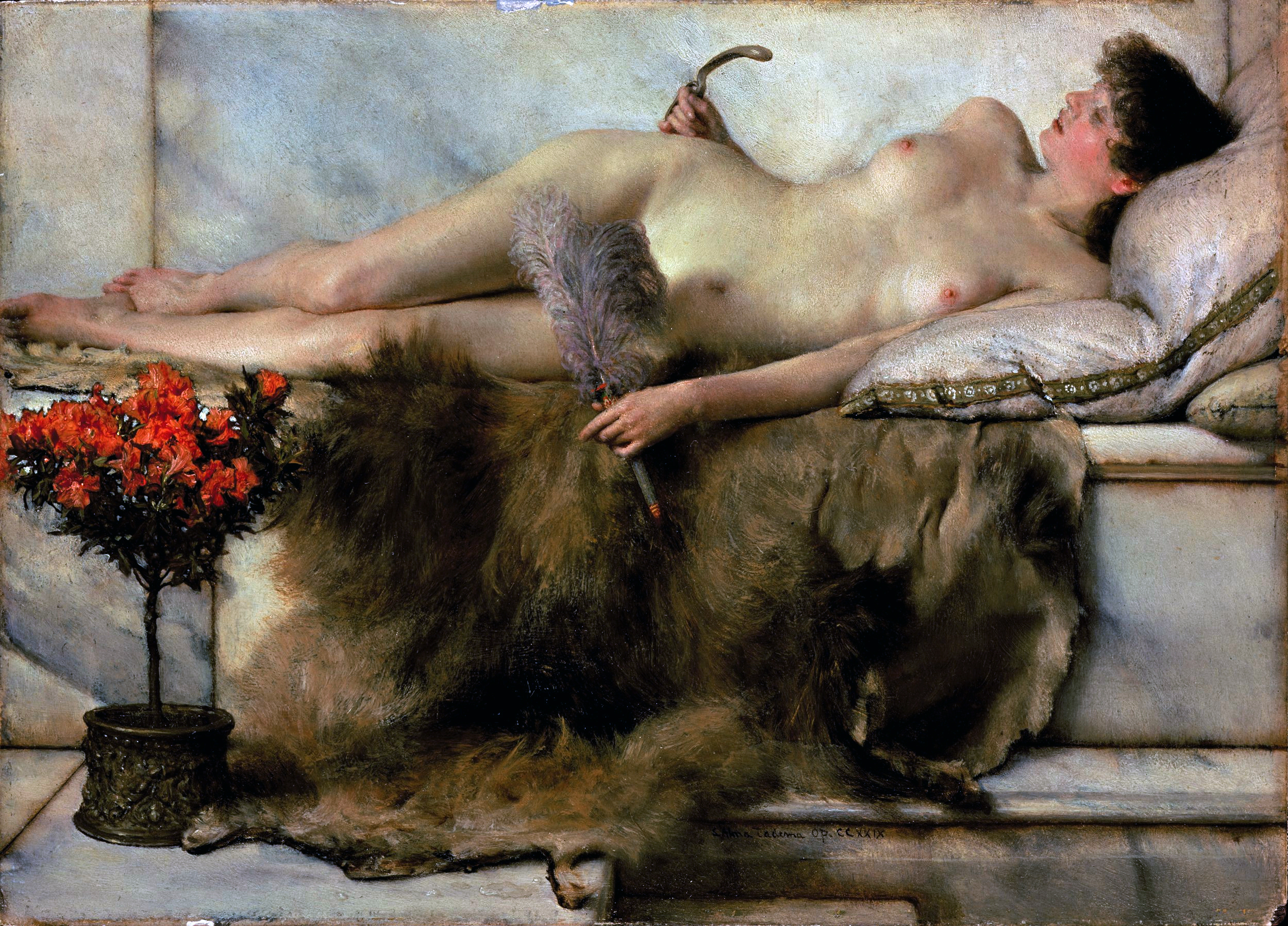
『テピダリウム』（1881年）
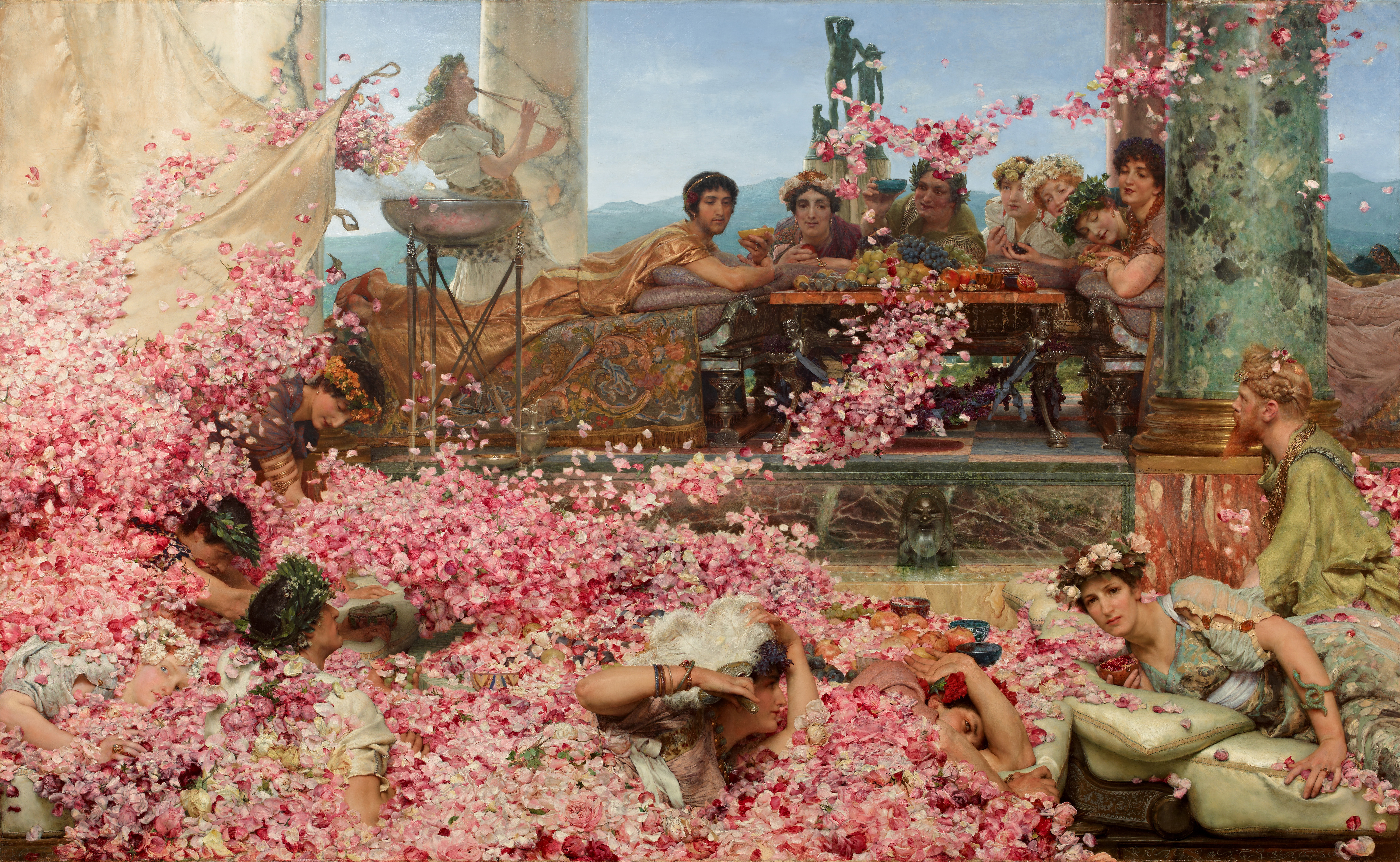
『ヘリオガバルスの薔薇』（1888年）
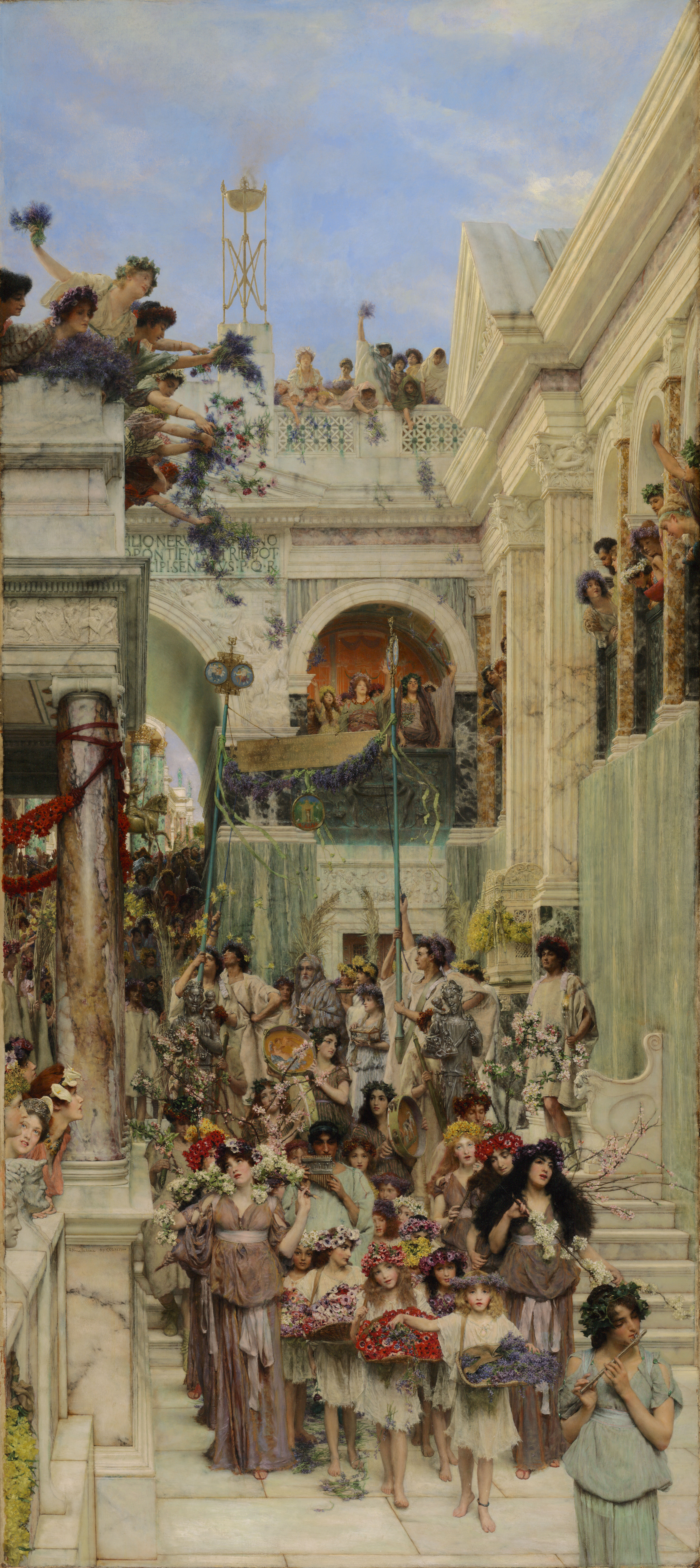
『春』（1894年）
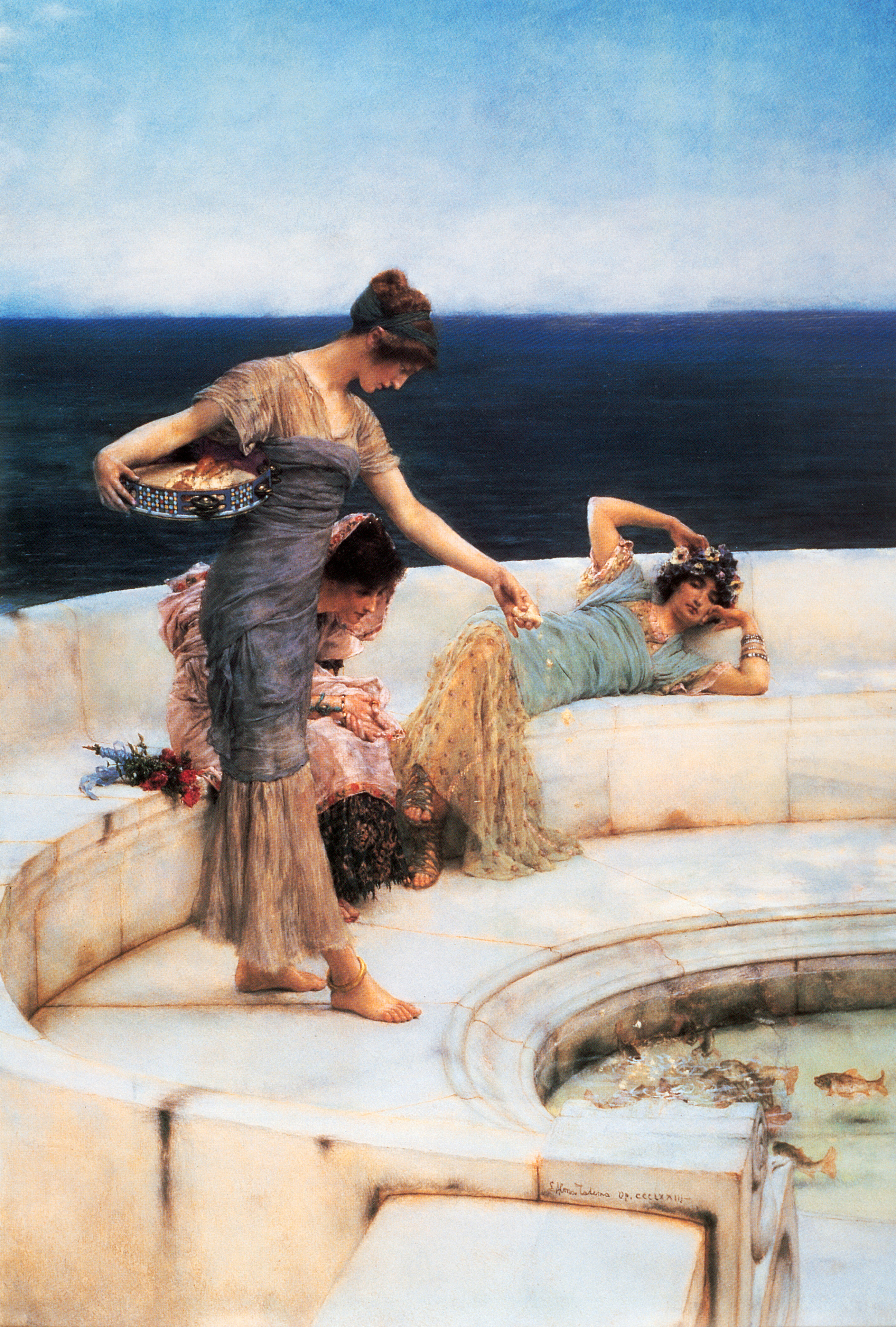
『銀色のお気に入り』（1903年）
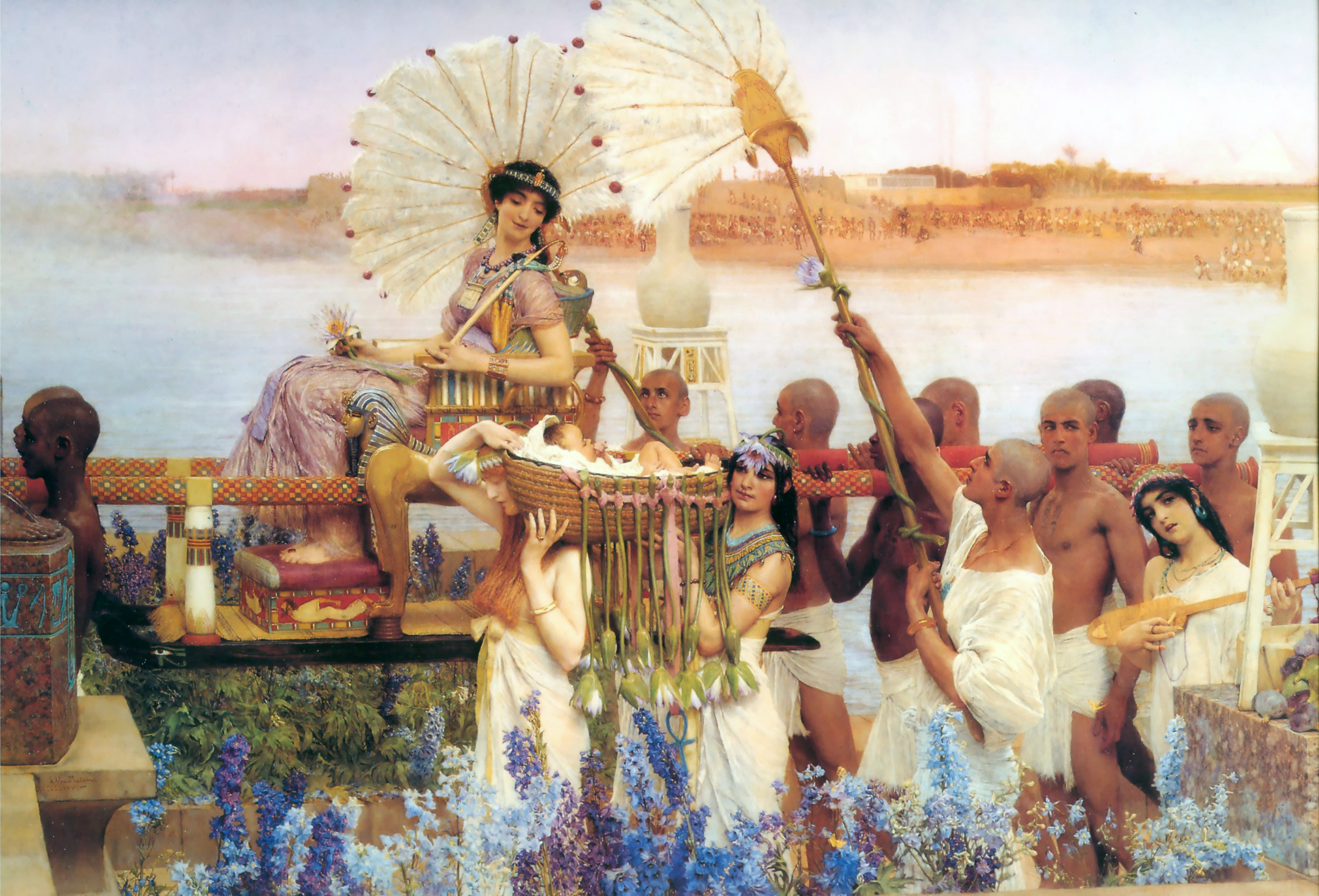
『モーゼの発見』（1904年）
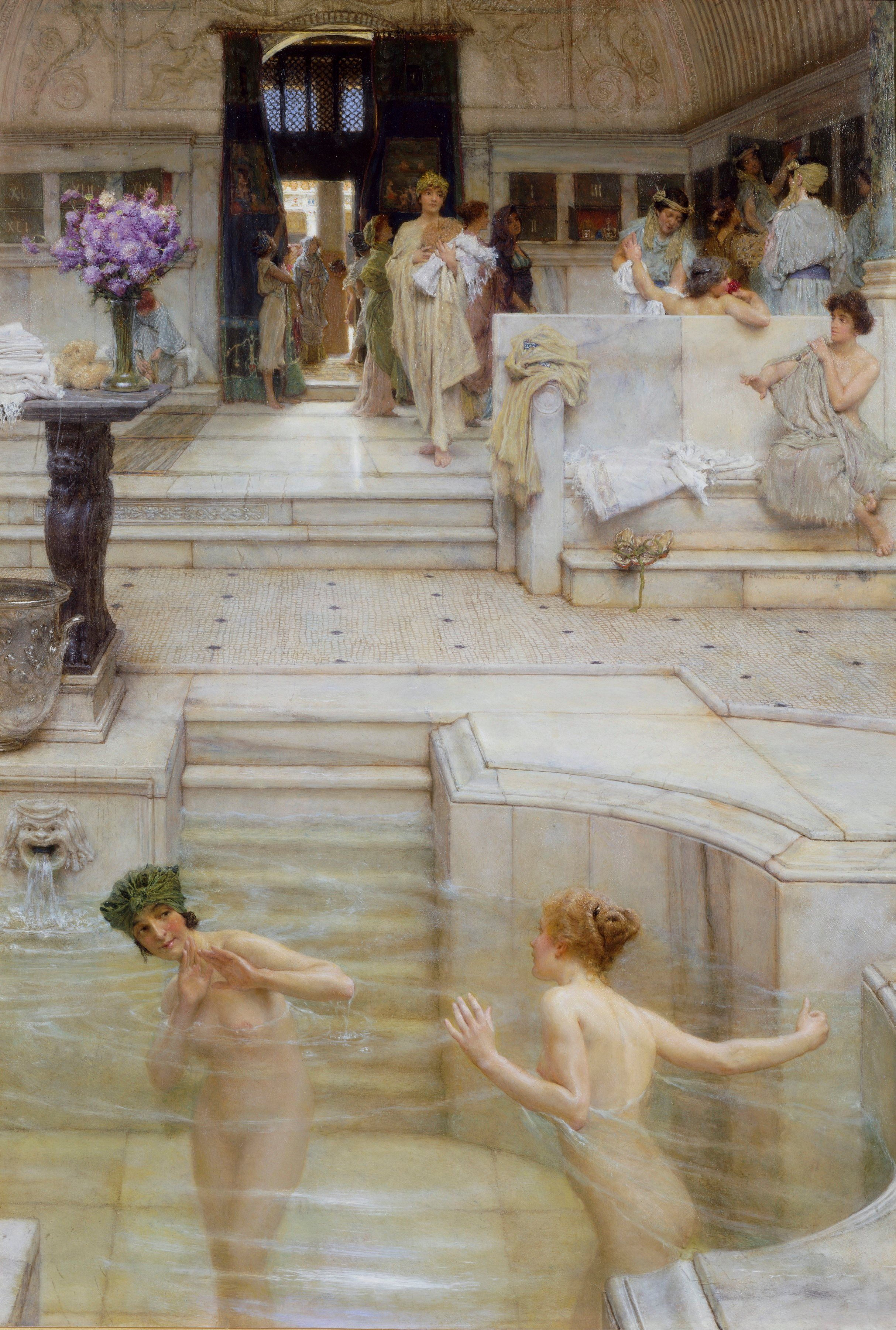
『お気に入りの習慣』（1909年）